# São Manuel
São Manuel é um município brasileiro do interior do estado de São Paulo, Região Sudeste do país. Localiza-se na  latitude 22º43'52" sul e na longitude 48º34'14" oeste, a uma altitude de 709 metros. Sua população, estimada em 2014, era de 42.200 habitantes. O município é formado pela sede e pelo distrito de Aparecida de São Manuel.

## História
Através de uma escritura pública de 19 de abril de 1870, lavrada no Tabelião Antônio César, de Botucatu, o alferes Manoel Gomes de Faria e dona Delfina Carolina Gomes, Antonio Joaquim Mendes e dona Sinhorinha Rosa da Conceição, fizeram a doação dos primeiros 13 alqueires, no local denominado Água Clara, para o patrimônio da Capela de São Manuel. A doação se fez com a condição de que os bens reverteriam aos doadores, caso não progredisse o povoado e não se realizasse a intenção dos mesmos. Manoel Gomes de Faria doou também na ocasião um paramento, um altar, a imagem de São Manuel e a Pia Batismal.
Em 2 de fevereiro de 1871, aquele terreno foi permutado por outro, onde se edificou a cidade. Foram permutantes, de um lado, Manuel José Pereira, procurador e zelador da capela e, de outro, Joaquim Antônio Pereira Pires e sua mulher Francisca Maria de Paula. A permuta foi autorizada pelo Juiz Dr. Amaral Gurgel, após ouvir o promotor de Resíduos e Capelas, Dr. Bernardo Augusto Rodrigues da Silva.
Associando-se a Manoel Gomes de Faria e a Antônio Joaquim Mendes, Manuel Vieira Paraíso doou mais uma área adjacente ao patrimônio e, pela coincidência do primeiro ser possuidor das terras da Águas Clara do Paraízo e este último chamar-se também Manuel, resolveram dar ao local a denominação de São Manoel do Paraízo.
O lugar onde está edificada a cidade era conhecido como Bairro do Paraízo, ou dos Tavares. A Lei nº 51 de 07 de abril de 1880, nove anos depois da fundação do povoado, elevou-se a Freguesia. A Capela de São Benedito foi edificada em 1874, sendo benta em outubro daquele ano e, mais tarde, sendo reedificada. Quem a benzeu foi o padre João Lopes Pinheiro que era vigário de Botucatu.
O povoamento do atual território de São Manuel deu-se antes de 1850, e suas terras eram, em geral, provenientes de posses registradas de acordo com a lei de 1850, havendo também algumas sesmarias.
A data de sua fundação é registrada como a mais próxima da doação de terras, ou seja, 17 de junho de 1870.
O povoado, em 7 de abril de 1880, por lei imperial, passou à freguesia no município de Botucatu. Em 10 de março de 1885 passou à condição de vila e recebeu o nome de São Manuel do Paraízo.

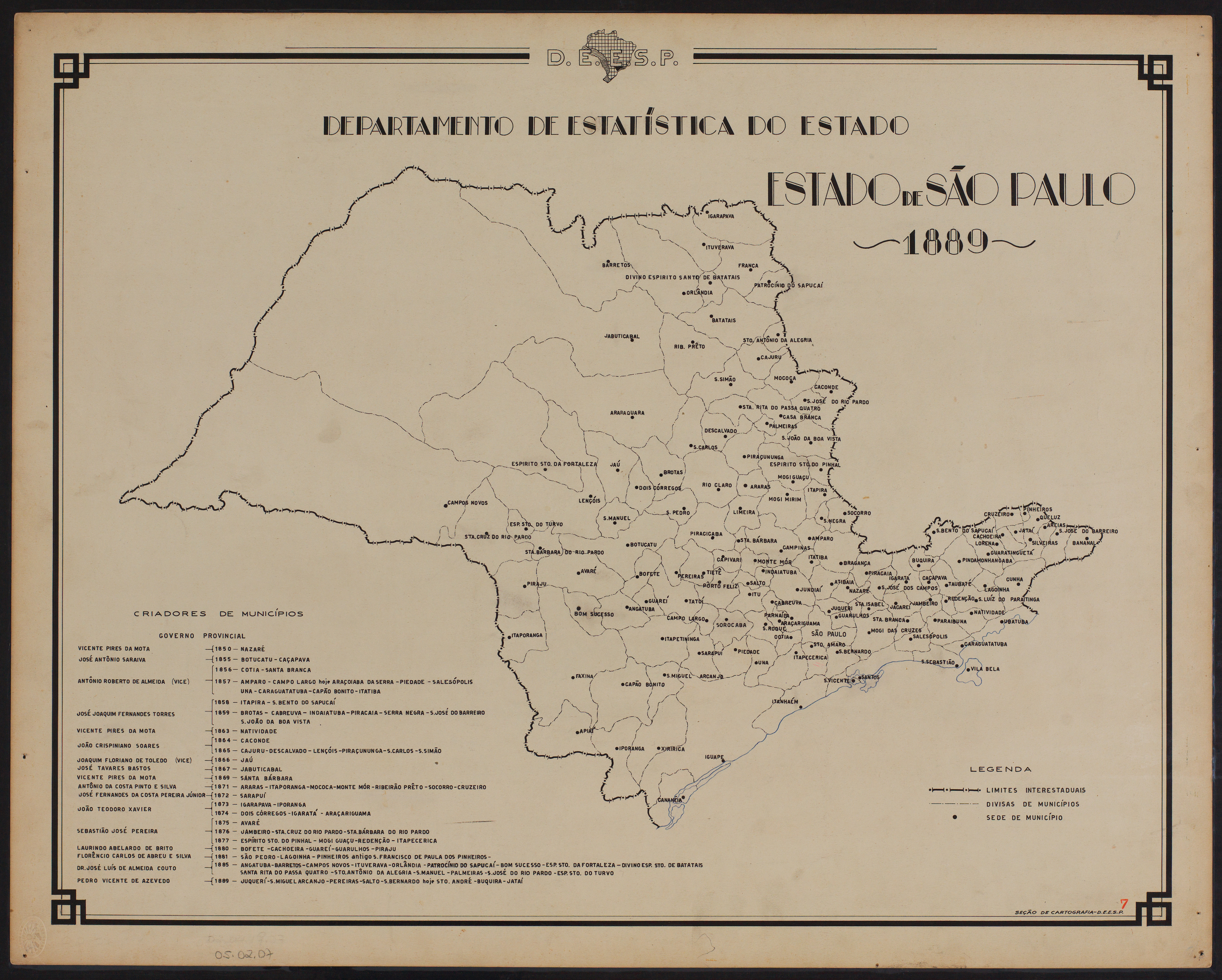
Estado de São Paulo (1889).

No início do século XX, o desenvolvimento do município foi impulsionado pelas fazendas de café. Atualmente a cultura predominante é a da cana-de-açúcar.

### Vanguarda
São Manuel é uma cidade que esteve à frente de seu tempo, sendo uma cidade de vanguarda, com instituições que à época sendo vistas com desprezo, obtiveram em São Manuel, solo fértil, sendo que até hoje, mantém abertas suas portas, em pleno funcionamento.
- 1892 - Fundação da Loja Maçônica América II[24]
- 1902 - Fundação do Centro Espírita Fé e Caridade[25]
- 1924 - Fundação do Lar "Anália Franco"[26]
- 1943 - Fundação da Vila Vicentina[27]

### Distritos de São Manuel
Quando emancipado de Botucatu, o município de São Manuel era constituído pelos distritos de Igaraçu do Tietê, Areiópolis, Pratânia e Aparecida de São Manuel. Destes, o mais antigo é o de Aparecida, que ainda permanece como parte do município. Os demais distritos tornaram-se municípios.

## Geografia
Possui uma área de 650,734 km².
São Manuel está localizada na Região Da Cuesta, uma formação específica do solo.

### Localização
São Manuel está localizada no estado de São Paulo a:
- 263 km de São Paulo (Capital)
- 177 km de Ourinhos
- 126 km de Piracicaba
- 85 km de Bauru
- 71 km de Avaré
- 57 km de Jaú
- 42 km de Lençóis Paulista
- 29 km de Botucatu

Fonte: GoogleMaps.

### Hidrografia

Rio Tietê em São Manuel, Região do Clube de Campo Água Nova

- Rio Claro
- Rio Capivara
- Rio Tietê Ficheiro:Rio Tietê em São Manuel SP.jpgRio Tietê em São Manuel, Região do Clube de Campo Água Nova[35]
- Ribeirão Paraíso
- Rio Araquá
- Córrego Água da Rosa
- Córrego do Pimenta
- Córrego Santa Clara
- Córrego Santo Antônio

### Vegetação
O Território do município é composto por 5 tipos de vegetações: Mata Atlântica, Capoeira (vegetação), Cerrado, Cerradão, Vegetação de várzea (Planície de inundação). São Manuel tem uma área total de vegetação de 84.500 Hectare.
| Cobertura Vegetal   | Área (ha) | %    |
| ------------------- | --------- | ---- |
| Mata Atlântica      | 1.169,85  | 1,38 |
| Capoeira            | 1.060,15  | 1,25 |
| Cerrado             | 25,15     | 0,03 |
| Cerradão            | 141,91    | 0,17 |
| Vegetação de Várzea | 515,35    | 0,61 |
| Total               | 2.912,41  | 3,45 |
| Reflorestamento     | 877,66    | 1,04 |

Fonte: Secretaria do Meio Ambiente do Estado de São Paulo.

### Clima
Tropical de altitude com temperatura média de 21 °C, com as estações do ano relativamente bem definidas. Os verões se caracterizam pelo clima quente e úmido (com pluviosidade média de 214.2 mm no mês de janeiro), enquanto que os invernos são caracterizados por temperaturas mais amenas e menor incidência de chuvas (pluviosidade média em torno dos 34 mm em julho, com estiagens mais severas em alguns anos e umidade relativa do ar abaixo de 40%, devido ao fenômeno das ilhas de calor urbanas). Primavera e outono se caracterizam como estações de transição. Durante o inverno, não é raro a temperatura ficar próxima a 0 °C, e a ocorrência de geada é muito comum na zona rural e, em menor intensidade, na zona urbana do município durante os meses de maio, junho, julho e agosto. Já houve registro de neve no município no ano de 1876. É muito recordado também o inverno de 1975, em que os termômetros marcaram temperaturas negativas e foi possível observar o congelamento de poças de água ao relento na cidade e nas estradas.
| Mês                           | Jan   | Fev   | Mar   | Abr  | Mai  | Jun  | Jul  | Ago  | Set  | Out   | Nov   | Dez   | Ano   |
| ----------------------------- | ----- | ----- | ----- | ---- | ---- | ---- | ---- | ---- | ---- | ----- | ----- | ----- | ----- |
| Temperatura média mínima (°C) | 18.1  | 18.6  | 17.6  | 15   | 12.5 | 10.8 | 10.4 | 11.6 | 13.8 | 15.2  | 16.6  | 17.3  | 14,8  |
| Temperatura média máxima (°C) | 28.6  | 28.9  | 28.9  | 26.5 | 24.4 | 22.8 | 23.2 | 25   | 25.5 | 26.6  | 28.1  | 26.9  | 26,3  |
| Precipitação média (mm)       | 214.2 | 197.1 | 125.5 | 56.4 | 53.7 | 52   | 34   | 30.7 | 66.2 | 118.6 | 132.4 | 187.8 | 105,7 |
| Fonte: Tempo Agora            |       |       |       |      |      |      |      |      |      |       |       |       |       |

### Rodovias

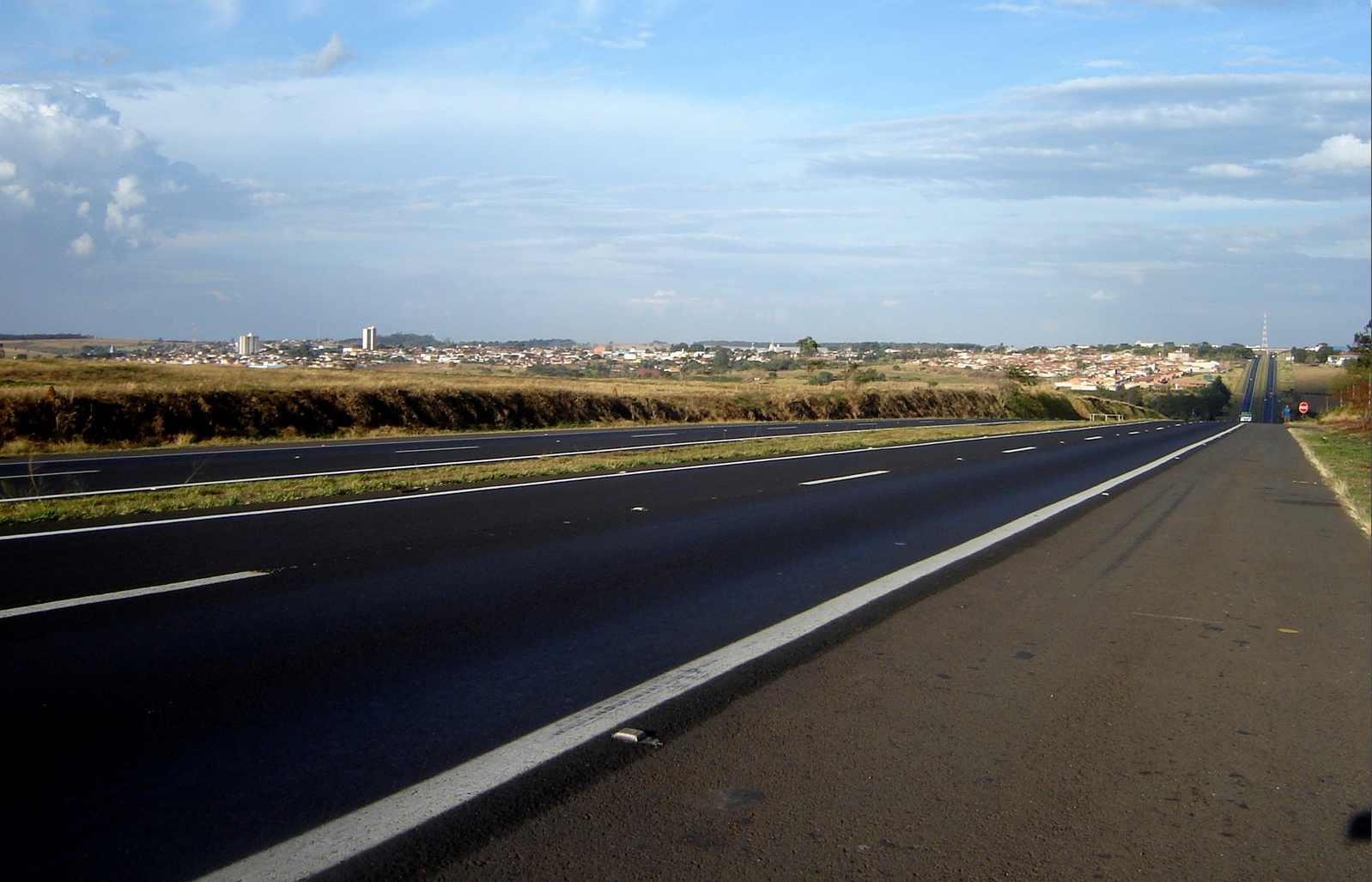
A cidade vista da Rodovia Marechal Rondon.

Os principais acessos à cidade são:.
- SP-300 - Rodovia Marechal Rondon
- SP-191
- SP-251
- SP-255

### Ferrovias
- Ramal de Bauru da antiga Estrada de Ferro Sorocabana[42]

## Demografia

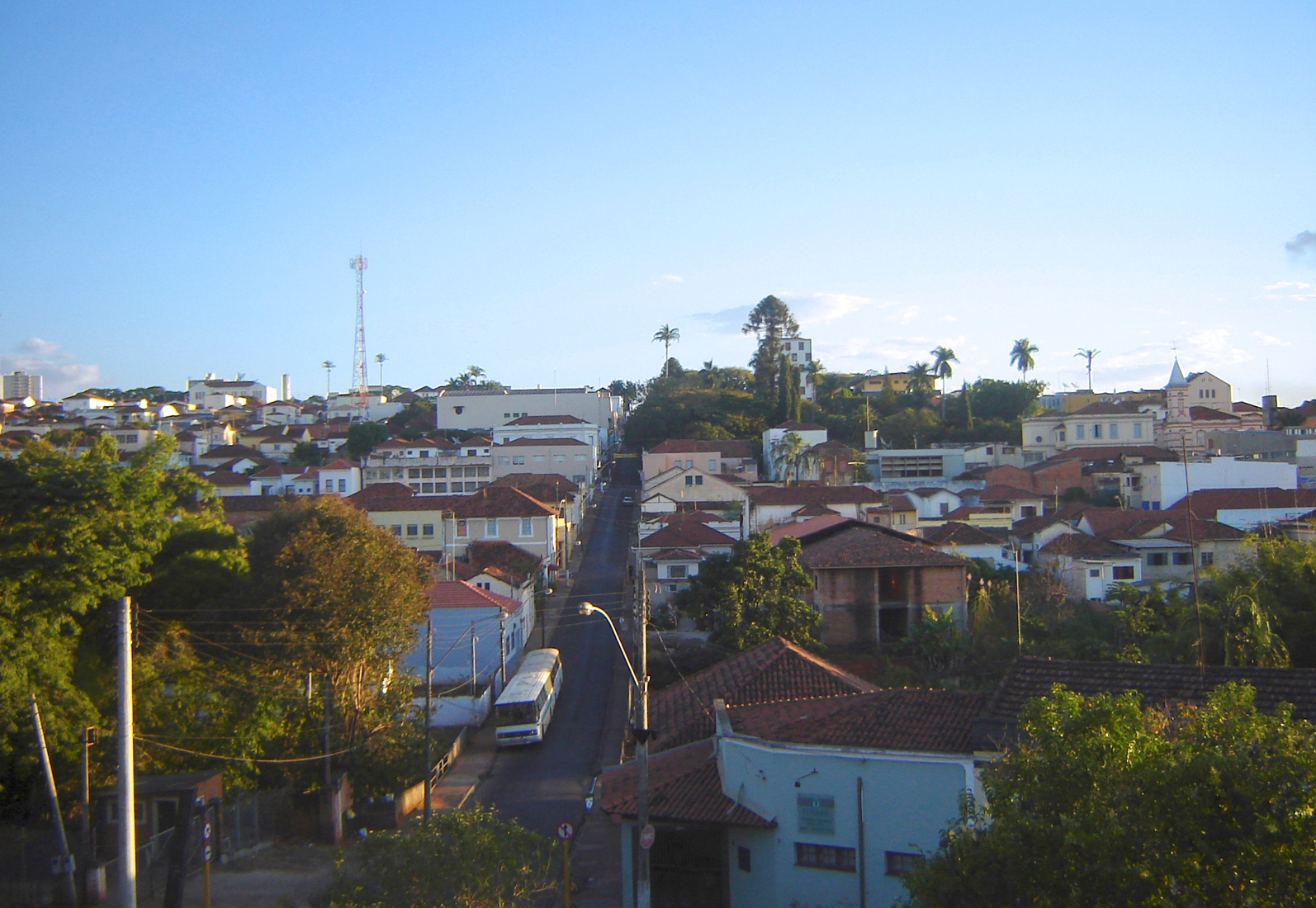
Região central.

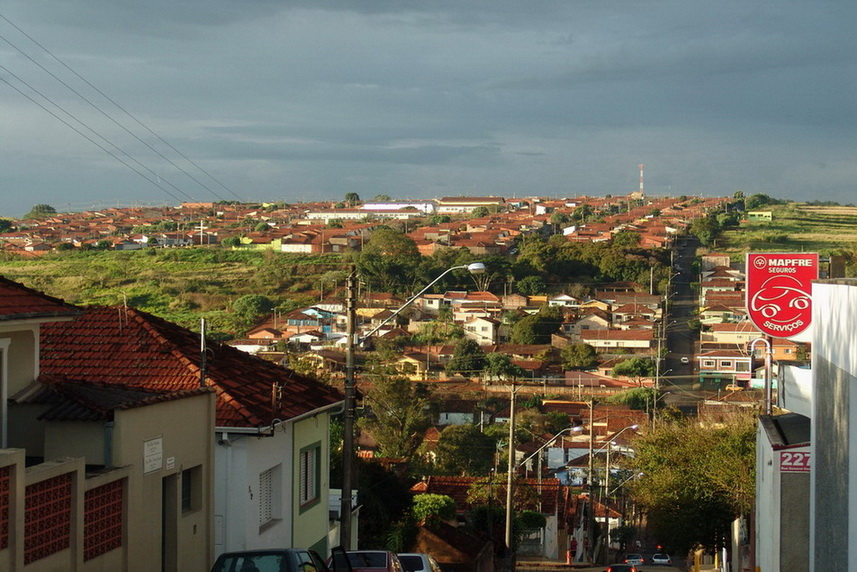
Vista da cidade.

### População
| Crescimento populacional                             | Crescimento populacional | Crescimento populacional | Crescimento populacional |
| Ano                                                  | População Total          |                          | %±                       |
| ---------------------------------------------------- | ------------------------ | ------------------------ | ------------------------ |
| 1890                                                 | 6 904                    |                          | —                        |
| 1900                                                 | 12 840                   |                          | 86,0%                    |
| 1910                                                 | 27 863                   |                          | 117,0%                   |
| 1920                                                 | 39 427                   |                          | 41,5%                    |
| 1925                                                 | 47 488                   |                          | 20,4%                    |
| 1934                                                 | 37 685                   |                          | −20,6%                   |
| 1937                                                 | 40 288                   |                          | 6,9%                     |
| 1940                                                 | 30 375                   |                          | −24,6%                   |
| 1946                                                 | 30 974                   |                          | 2,0%                     |
| 1950                                                 | 29 354                   |                          | −5,2%                    |
| 1958                                                 | 29 936                   |                          | 2,0%                     |
| 1960                                                 | 28 941                   |                          | −3,3%                    |
| 1970                                                 | 27 402                   |                          | −5,3%                    |
| 1980                                                 | 27 549                   |                          | 0,5%                     |
| 1991                                                 | 35 438                   |                          | 28,6%                    |
| 2000                                                 | 36 545                   |                          | 3,1%                     |
| 2010                                                 | 38 342                   |                          | 4,9%                     |
| 2022                                                 | 37 289                   |                          | −2,7%                    |
| Est. 2024                                            | 38 166                   | [ 43 ]                   | 2,4%                     |
| Fontes: Censos Demográficos IBGE e Estimativas SEADE |                          |                          |                          |

## Política e administração
- Prefeito: Odirlei Felix – PP[48]

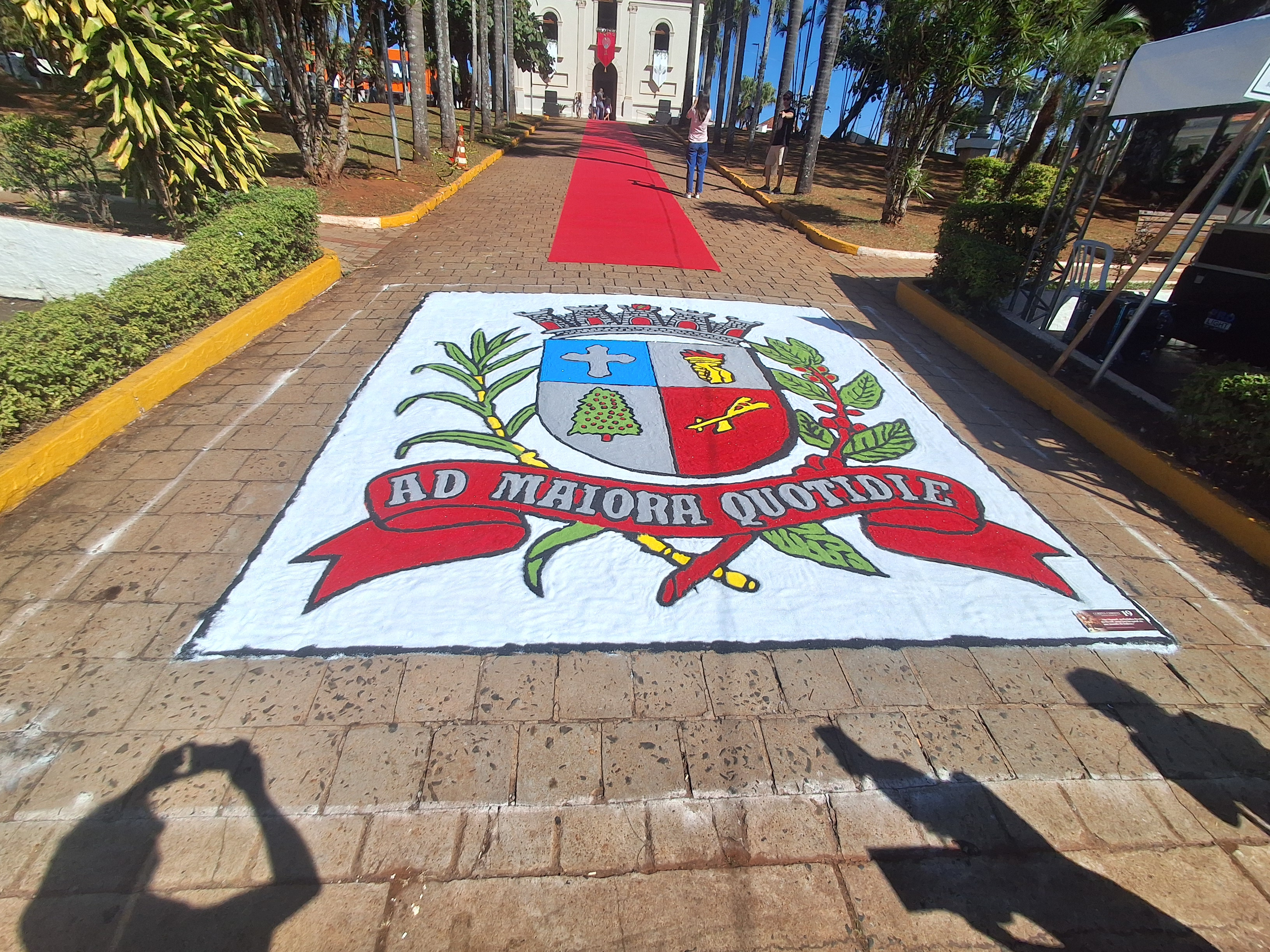
Brasão da cidade de São Manuel durante celebração do Corpus Christi.

- Vice-prefeito: Geraldo Pereira de Barros Neto - Republicanos (partido político) [49]
- Presidente da Câmara de Vereadores: Jacó Ferreira dos Santos – União Brasil[50]

## Economia

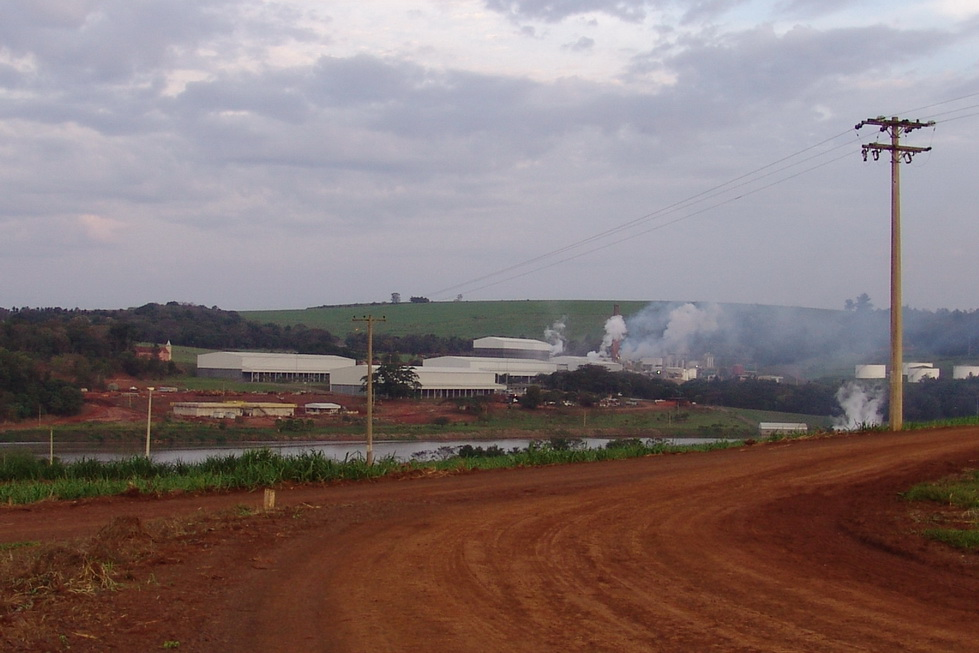
Usina de açúcar e álcool na cidade.

A indústria é responsável por cerca de 30% dos empregos gerados no município. O setor de serviços responde por outros 30%.
Destacam-se o segmento sucroalcooleiro, alimentos, bebidas e aquecimento solar.
O comércio é de médio porte e diversificado.
A agricultura é forte no município, com destaque para a produção de cana-de-açúcar, café, laranja e soja.

## Infraestrutura

Conjunto Poliesportivo.

### Comunicações
O sistema de telefones automáticos foi inaugurado na cidade em 1973 pela Telecomunicações de São Paulo (TELESP), que também implantou o sistema de discagem direta à distância (DDD) em 1973 com o código de área (0149). Anteriormente a cidade era atendida pela Companhia Telefônica Brasileira (CTB).
Na década de 90 o código DDD da cidade foi alterado para (014), para padronização do sistema telefônico com a telefonia celular que estava sendo implantada em todo o estado.

### Transportes

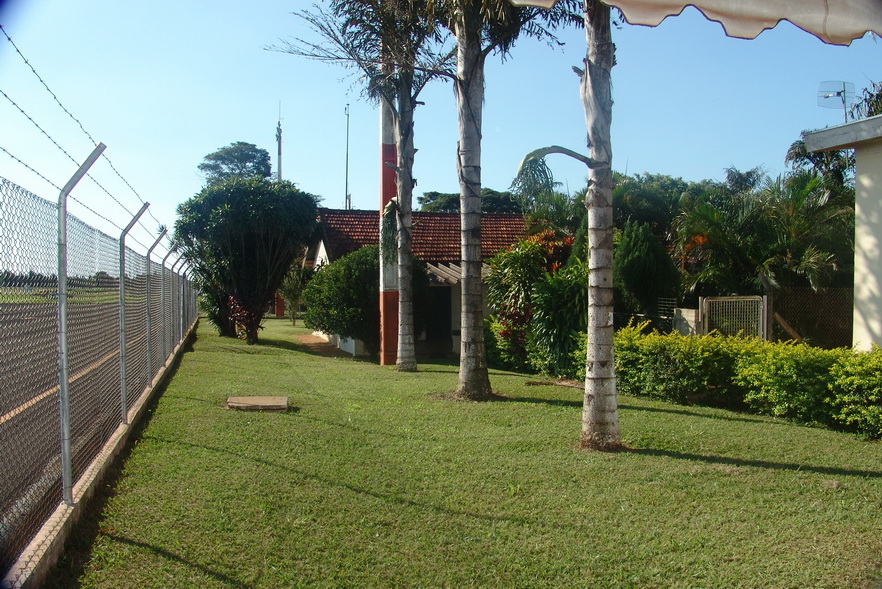
Aeroporto de São Manuel.

- Aeroporto de São Manuel "Nelson Garófalo".[57]

### Educação
São Manuel conta com 19 escolas públicas, sendo 13 municipais (Creche, Educação Infantil e Ensino Fundamental I) e 6 estaduais (Ensino Fundamental II, Ensino Médio e Médio integrado Técnico). A cidade conta ainda com 8 escolas particulares de Educação Infantil, Ensino Fundamental e Médio, além de duas faculdades.
| Ensino pré-escolar | 1 410 | 92  |
| Ensino fundamental | 4 491 | 273 |
| Ensino médio       | 1 528 | 174 |

### Saúde
Na Saúde, a cidade conta com a seguinte infraestrutura: um hospital, que além de realizar cirurgias e partos também funciona como Pronto Socorro para os usuários do SUS, e sete unidades de saúde espalhadas pelos bairros.
- Hospital

A Irmandade Casa Pia São Vicente de Paulo foi inaugurado em 1906 e atende aproximadamente 60 mil habitantes dos municípios de São Manuel, Pratânia e Areiópolis. Em 2016, o nosocômio realizou mais de 50 mil consultas, mais de mil internações e mais de 80 mil atendimentos em geral.

## Cultura e lazer

### Museu Histórico e Pedagógico

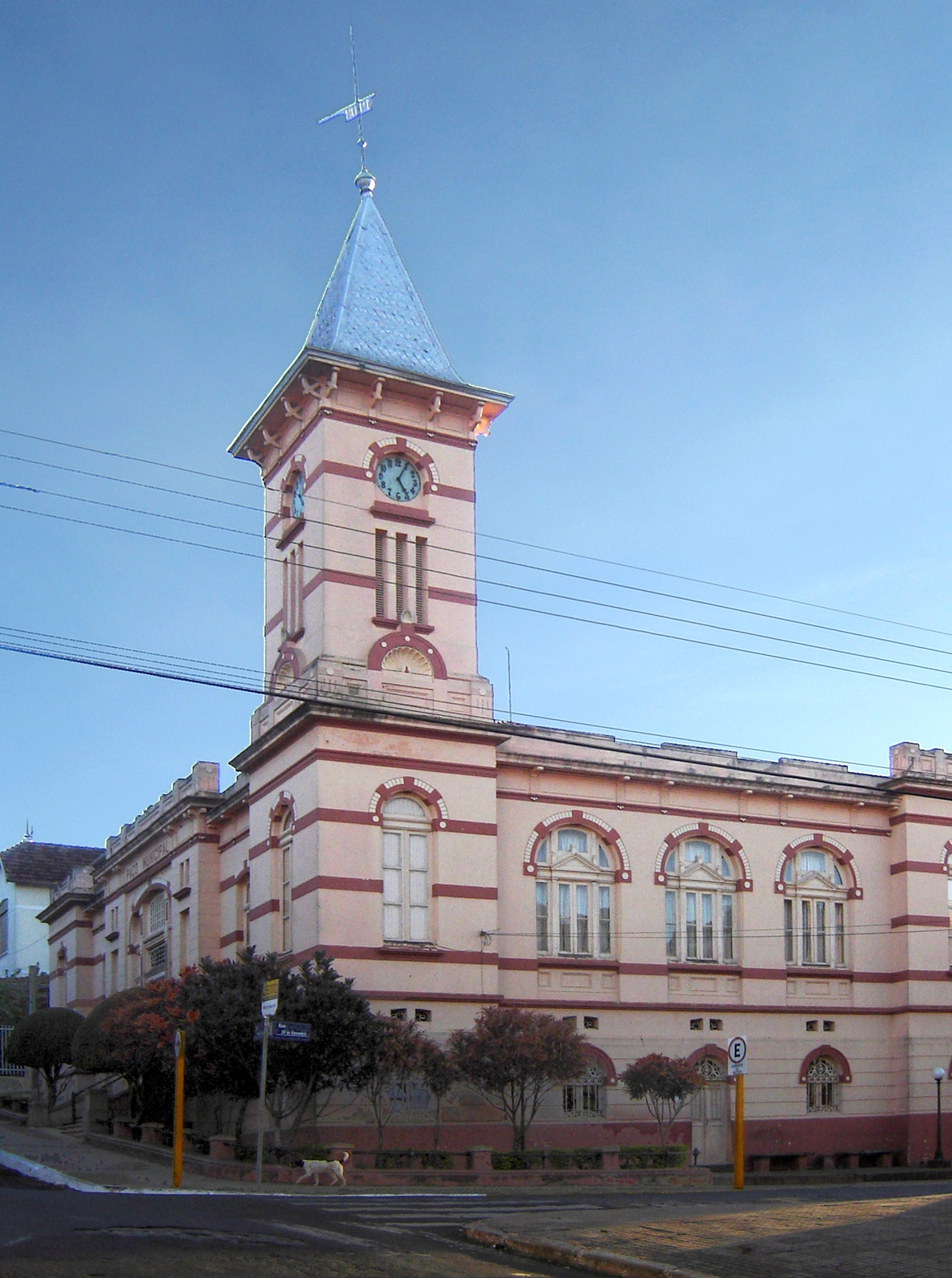
Museu Histórico e Pedagógico.

Criado por proposição do então vereador professor Lino José Saglietti, o Museu Histórico Pedagógico "Padre Manoel da Nóbrega" de São Manuel foi oficializado em 23 de janeiro de 1970 e inaugurado em 1971, com o apoio da artista plástica Maria Arruda de Souza Aranha.
O Museu é considerado um dos mais ricos do interior de São Paulo, com mais de 4.000 peças catalogadas.
Seu prédio abrigou durante muito tempo a Prefeitura e a Câmara Municipal. Sua localização central proporciona acesso a bancos, lanchonetes, pousadas, hotéis, restaurantes,  bares, entre outros.

### Jardim público e coreto municipal
Construído por volta de 1905, o Jardim Municipal recebe principalmente aos finais de semana crianças e adultos, atraídos pela beleza e tranquilidade do local bem como pelas retretas no coreto que tradicionalmente são realizadas aos domingos, a partir das 20 horas. o jardim público “ Dr. Pereira de Rezende”  está em ótimas condições de conservação.

### Estação Ferroviária de São Manuel

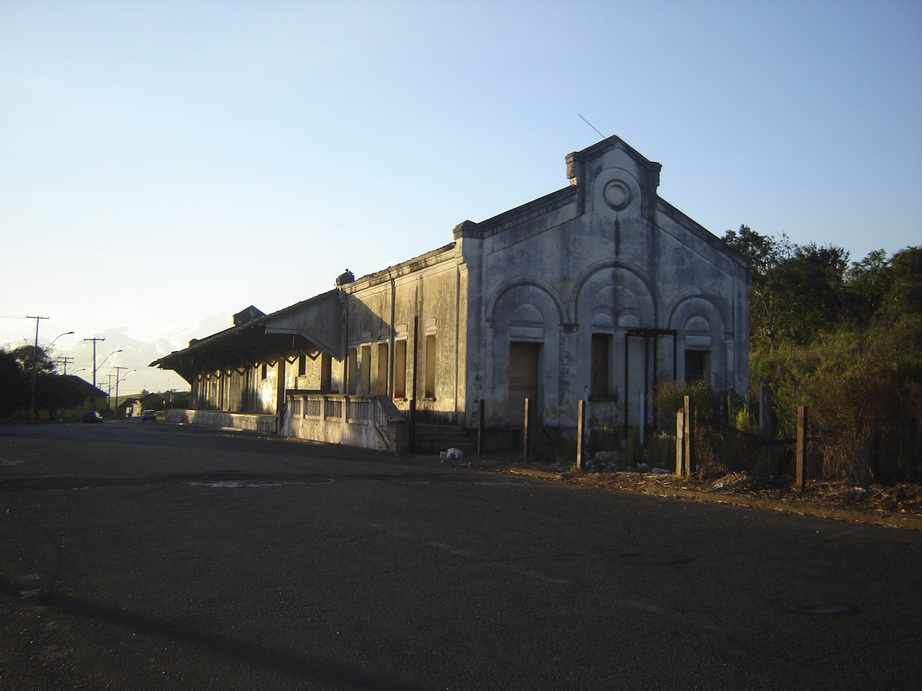
Antiga estação ferroviária.

O patrimônio histórico paulista é com certeza um dos mais valiosos do Brasil. Foi construída a partir do final do século XIX e parte do século XX. Durante muito tempo serviu não só para escoar a produção agrícola do interior, como o café, mas também para transportar pessoas.

### Praça Tonico e Tinoco
Tonico & Tinoco foi uma dupla sertaneja de grande sucesso do Brasil. O gosto pela cantoria veio dos avós maternos Olegário e Isabel, que alegravam os colonos com suas canções ao som de uma antiga sanfona, e a primeira música que dupla aprendeu foi "Tristeza do Jeca".
Em 15 de agosto de 1925, Tonico e Tinoco fizeram sua primeira apresentação profissional, cantando na "Festa de Aparecidinha" em São Manuel, uma quermesse. Junto do primo Miguel formaram o "trio da roça".
Ao visitar a praça Tonico e Tinoco, o turista poderá ter contato com uma importante homenagem a uma das maiores duplas de música raiz do Brasil.

### Celebração de Corpus Christi
Iniciado pela educadora Tereza Mazzuco, a celebração de Corpus Christi em São Manuel se tornou uma das grandes referências turísticas do Brasil, devido à qualidade e variedade de desenhos estampados em tapetes e passadeiras. Na madrugada que antecede o dia da procissão, membros da comunidade decoram as ruas da cidade, transformando-as em verdadeiras obras de arte.
O caminho de Corpus Christi, que liga o Santuário de Santa Terezinha à Igreja Matriz, possui uma extensão total de 800 metros, seguindo o mesmo trajeto realizado pela procissão durante as festividades. Em cada quarteirão, onde são ornamentados os tapetes e passadeiras, há sinalização visual, qual conta a história do evento; recomenda-se que o percurso seja realizado à pé, pois desta maneira o turista poderá conhecer melhor a história local e apreciar o trajeto e as belezas da cidade.

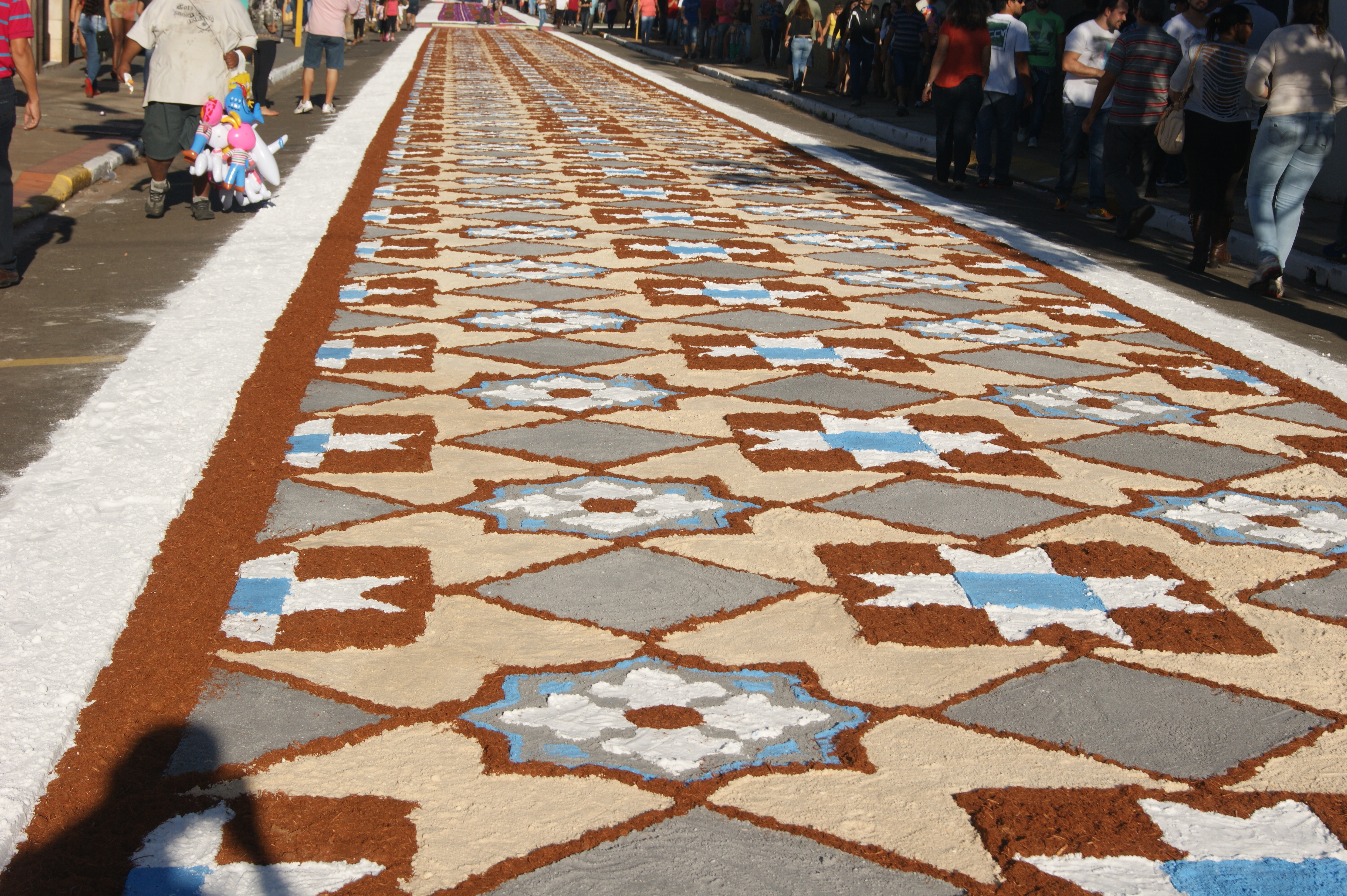
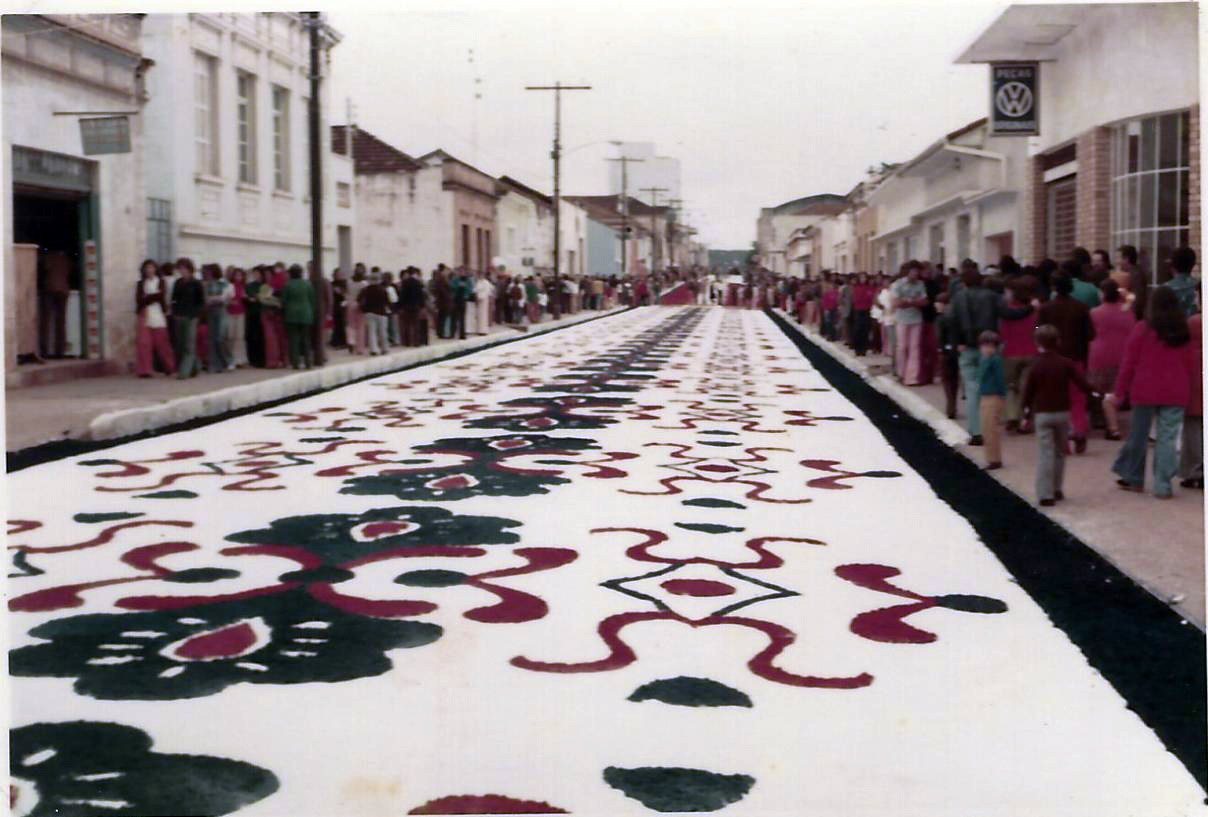
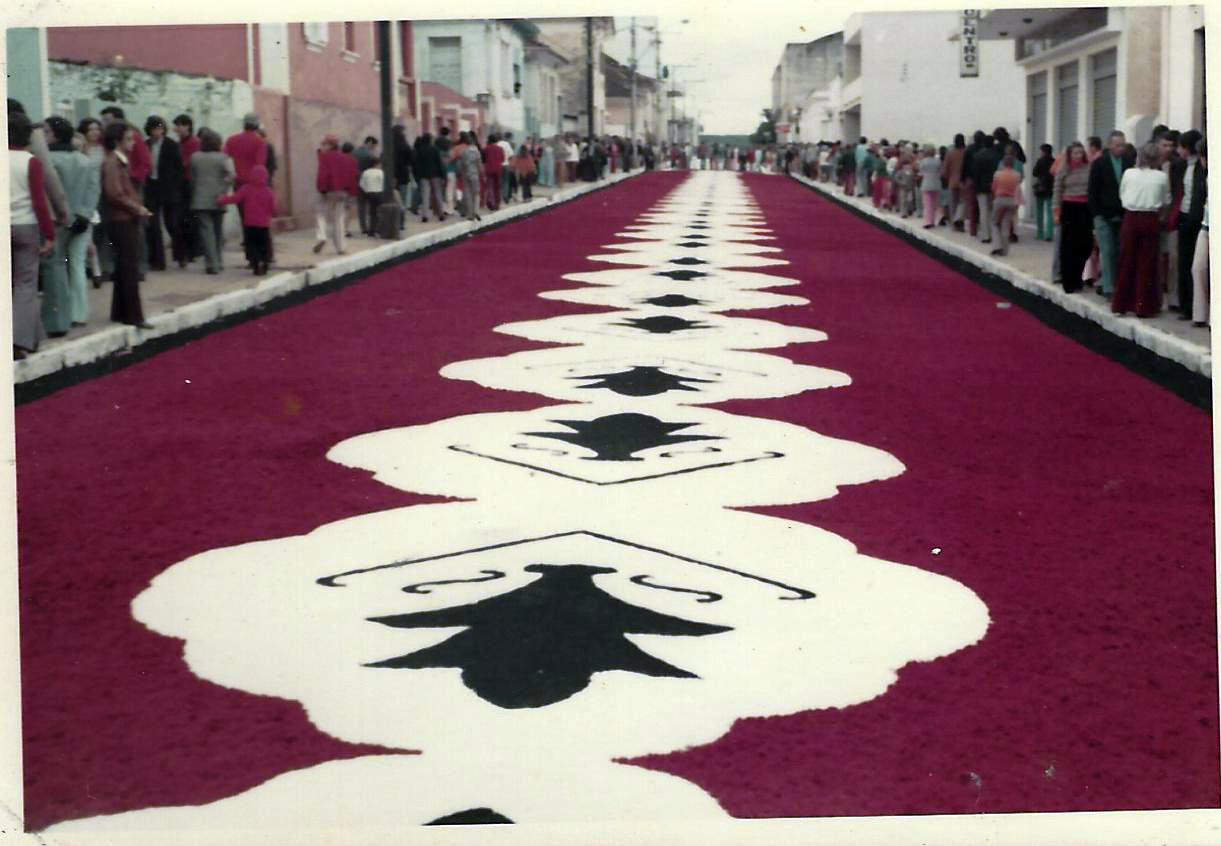

## Pessoas ilustres
- Alice Soares de Toledo, mãe da Rainha Sílvia da Suécia.
- Emílio Surita, humorista do programa Pânico na Band.
- Eunice Weaver, Eunice Sousa Gabi Weaver (São Manuel, 19 de setembro de 1902 — 9 de dezembro de 1969), foi uma brasileira que se dedicou aos cuidados aos leprosos, reconhecida mundialmente.
- Geny Prado, atriz de cinema e TV.
- João Batista Moglia, cantor de música sertaneja raiz, fazendo sucesso no Brasil nas décadas de 1960 e 1970, formou duplas de sucesso a primeira "Zé Trigueiro e João Batista" e posteriormente com Garcia, usando nome artístico "João Campeiro", formando a dupla "Garcia e João campeiro".
- João Mellão Neto, político, empresário e jornalista.
- Karina Bacchi, atriz.
- Laudo Natel, ex-governador do Estado de São Paulo.
- Mário Martins de Almeida, um dos mártires da Revolução Constitucionalista de 1932.
- Miguel de Oliveira, Campeão Mundial de Boxe.
- Milton Monti, ex-prefeito, Deputado Estadual (1991-1999), Deputado Federal (1999-2018).
- Otávio Augusto, ator.
- Maria Teresa Saenz Surita Jucá, duas vezes Deputada Federal (1990-1992 e 2011-2014) e Prefeita de Boa Vista (Roraima) em 1992-1995, 2000-2004, 2004-2006 e 2012-2016.
- Romão Gomes, Militar e Político, Major durante a Revolução de 32, seu destacamento ficou conhecido como a “Coluna Invicta”, pois nunca perdeu uma batalha na Revolução.
- Rubens de Moraes Salles, primeiro técnico da Seleção Brasileira de Futebol.
- Tonico & Tinoco, famosa dupla sertaneja.
- Zeferino Pasquini, ícone do futebol brasileiro. Goleiro contratado pelo Corinthians Esporte Clube aos 16 anos, atuando junto à Gilmar dos Santos Neves. Teve a vida dedicada ao futebol, com passagens pelos times do Marília, Coritiba e Londrina, onde atuou como administrador da AMETUR, recebendo diversas comendas por sua dedicação.

## Religião
O Cristianismo se faz presente na cidade da seguinte forma:

### Igreja Católica
- A igreja faz parte da Arquidiocese de Botucatu.[74]

Há três paróquias católicas em São Manuel:

#### Paróquia Santuário Nossa Senhora Aparecida

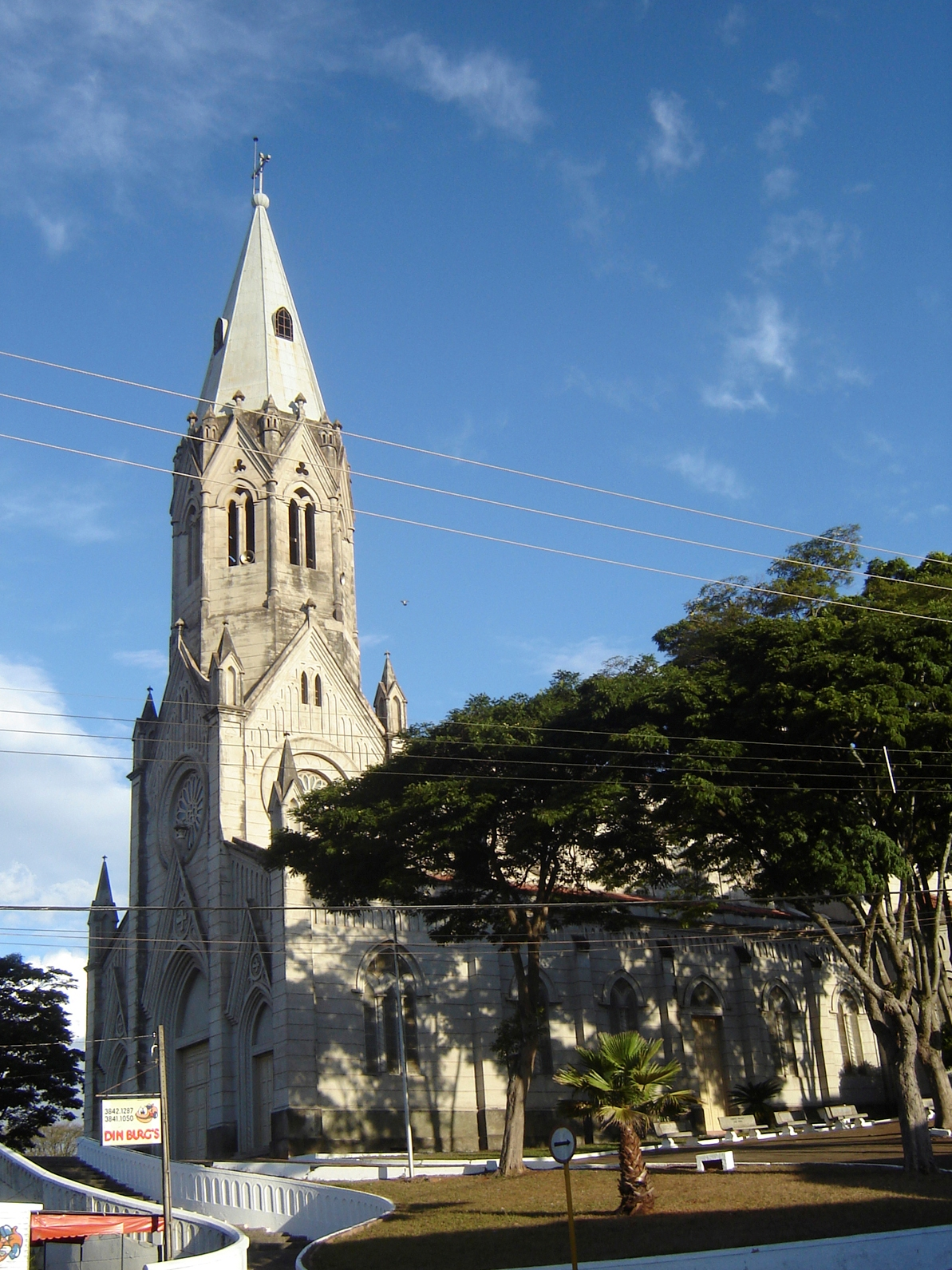
Santuário de Santa Terezinha.

Localizada no distrito de Aparecida de São Manuel, é a mais antiga paróquia do município. Inaugurada em 1870, pertencia, na época, à Arquidiocese de São Paulo.

#### Paróquia São Manuel

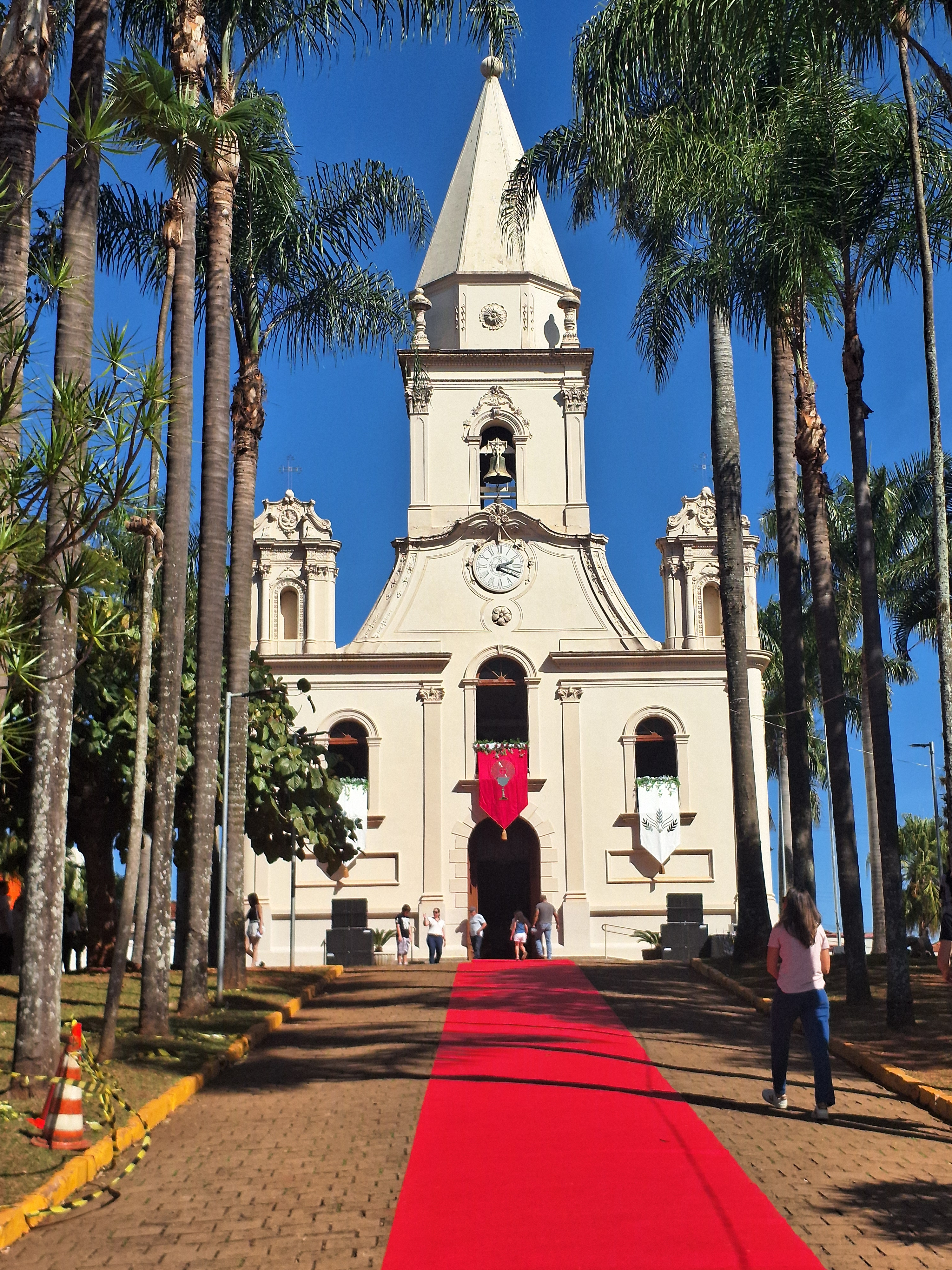
Paróquia São Manuel.

Localizada no centro da cidade e abrangendo metade do município, a Paróquia matriz de São Manuel foi fundada em 1882. Até o ano de 2008, abrangia toda a área da sede do município.

#### Paróquia Nossa Senhora Consolata
Localizada na parte alta da cidade, foi fundada em 8 de fevereiro de 2009 pelo Arcebispo Metropolitano de Botucatu, Dom Aloysio José Leal Penna, representado pelo Monsenhor Edmilson José Zanin, Vigário Geral da Arquidiocese, pelo fato de Dom Aloysio estar enfermo. O primeiro pároco é o Padre Adauto José Martins, padre diocesano, natural de Lençóis Paulista.

#### Padres residentes no município
- Paróquia São Manuel: Padre João Batista, Padre Lima, Pe. Carlos (Pároco da igreja).
- Paróquia Santuário Nossa Senhora Aparecida: Padre Max (Pároco da igreja).
- Paróquia Nossa Senhora Consolata: Padre Laudo Corrêa (Pároco da igreja) .

### Igrejas Evangélicas
Entre as igrejas protestantes históricas, pentecostais e neopentecostais, encontram-se na cidade:
- Assembleia de Deus Ministério do Belém.[80][81]
- Congregação Cristã no Brasil.[82]